# Elvíra Stárová
Elvíra Stárová (21. června 1875 Nové Město na Moravě – 24. dubna 1893 Tišnov) byla předčasně zemřelá česká (moravská) básnířka.

## Život
Byla jediná dcera písaře okresního soudu Tomáše Stáry a jeho manželky Anny, rozené Staňkové. Školní vzdělání ukončila po šesti třídách, dále se pod vedením matky zdokonalovala v domácích pracích a navštěvovala kursy šití.
Na sobotní taneční zábavě v Novém Městě na Moravě náhle omdlela a již se nepodařilo ji přivést k vědomí. Zemřela v kočáře u Tišnova, cestou do brněnské nemocnice.
Je pohřbena na evangelickém hřbitově v Novém Městě na Moravě. Na novogotickém náhrobku je použit reliéf z výzdoby budovy úpravny vody v Podhradí u Vítkova, jehož autorem je Vincenc Makovský.

## Dílo
Básně Elvíry Stárové ovlivnili Vítězslav Hálek, Jaroslav Vrchlický a Josef Václav Sládek.
- Sbírku jejích básní a epigramů vydal v roce 1894 třebíčský nakladatel a starosta Jan František Kubeš (1842–1925) pod názvem Básně
- Ukazky z díla Elvíry Stárové byly publikovány v antologiích předčasně zemřelých básníků:
  - Chlapecké srdce mi zemřelo (uspořádal Vlastimil Maršíček, vydal Melantrich, Praha, 1983)
  - Zapadlo slunce za dnem, který nebyl (uspořádal Ivan Wernisch, vydal Petrov, Brno, 2000 a 2001)
  - Ztrhané struny zvuk (uspořádal Miloslav Hýsek, vydala Česká grafická unie, Praha, 1940)

Elvíře Stárové byla též věnována část 13. dílu rozhlasového pořadu Zapadlo slunce za dnem, který nebyl (verše ze stejnojmenné antologie). Pořad byl vysílán na stanici Vltava v letech 2006–2007.
Smutek, často typický pro její verše, je i v této ukázce:
| „ | Na hřbitově Já procházím se mezi hroby, zde ticho jest, zde není zloby. Přemýšlím o osudu hrách, že já též budu popel, prach. Nad všemi, již zde práchnivěji, v líp šelestu se vzdechy chvějí. Tak smutno mi, ruch denní ztich' – jen z ulice zní dětský smích. | “ |

## Zajímavost
Evangelický farář v Novém Městě nad Metují považoval za potřebné ocenit předčasně zemřelou autorku poznámkou v matrice zemřelých (u matriční záznamů neobvyklou):
Jediná, velmi, i básnicky, nadaná milá dcera, zanechala přes 50 básní, mezi něma velmi krásné. Veliké vzrušení!!